# Luigi Lehnus
Luigi Angelo Lehnus (1946) è un filologo classico e grecista italiano.

## Biografia
Luigi Lehnus ha studiato presso l'Università degli Studi di Milano, laureandosi (relatore Dario Del Corno, correlatore Ignazio Cazzaniga) con una tesi sull'Inno a Pan di Pindaro. Dopo vari impieghi come ricercatore e assistente universitario (Università di Milano, Università della Calabria), è stato, dal 1983 al 1986, Professore Associato di Filologia Greco-latina all'Università di Milano. Dal 1986 al 1989 è stato Professore Straordinario di Grammatica greca e latina presso l'Università di Genova e dal 1989 Professore Ordinario di Filologia Greco-latina (in pensione dal 2015) presso l'Università degli Studi di Milano.

## Attività di ricerca
I suoi interessi di ricerca includono la poesia greca (in particolare ellenistica), la poesia dotta latina, lo studio e l'edizione di frammenti di autori greci dell'epoca arcaica e ellenistica e la storia della filologia classica, soprattutto in Inghilterra (Arthur S. Hunt, Bernard Pyne Grenfell, Sir Hugh Lloyd-Jones) e Germania (Paul Maas, Ulrich von Wilamowitz-Moellendorff). Ha tradotto e commentato le Odi olimpiche di Pindaro e l'opuscolo De facie in orbe Lunae di Plutarco, oltre ad aver studiato e pubblicato i frammenti dell'Inno a Pan di Pindaro. Ha pubblicato una bibliografia degli studi su Callimaco dal 1489 al 1998 e due volumi di scripta minora dedicati alla storia della filologia classica e a Paul Maas e i suoi studi sul poeta e filologo di Cirene.
In particolare si è occupato di Callimaco, della tradizione indiretta della poesia greca, della letteratura erudita romana (per esempio i commenti a Virgilio) e dei papiri. Del poeta e filologo cirenaico ha in preparazione una nuova edizione dei frammenti.
Appartiene a diverse società ed istituzioni scientifiche, tra cui l'Accademia Ambrosiana (Classe di Studi Greci e Latini), l'Accademia Fiorentina di Papirologia e Studi sul Mondo Antico, la Cambridge Philological Society, la Oxford Philological Association, il Sodalizio Glottologico Milanese; è Life Member della Clare Hall di Cambridge e dell'Institute of Classical Studies della University of London. Ha tenuto conferenze e seminari in numerose università e istituzioni scientifiche italiane e straniere, tra cui la Cambridge University, la Columbia University, la Harvard University, la University of Illinois at Urbana-Champaign, l'Institute of Classical Studies della University of London, la Oxford University; l'Università "Ca' Foscari" di Venezia, l'Università degli Studi della Repubblica di San Marino, l'Università di Bologna, l'Università Cattolica del Sacro Cuore, l'Università di Firenze, l'Università di Torino, l'Istituto Lombardo di Milano, la Veneranda Biblioteca Ambrosiana.
Nel 2010 gli è stato assegnato il Premio Antonio Feltrinelli per la Filologia e la Linguistica dall'Accademia Nazionale dei Lincei.
Nel 2011 è stato insignito della medaglia d'oro da parte dell'Associazione Italiana di Cultura Classica.

## Opere principali

### Monografie
- L'inno a Pan di Pindaro. Milano, Cisalpino-Goliardica, 1979.
- Pindaro, Olimpiche, introduzione di Umberto Albini, traduzione, commento, note e lettura critica di L. L., Milano, Garzanti, 1981
- Plutarco, Il volto della luna, presentazione di Dario Del Corno, traduzione e note di L. L., Milano, Adelphi Edizioni, 1991.
- Bibliografia callimachea (1489-1988), Genova, Università di Genova: Facoltà di Lettere - Dipartimento di Archeologia Filologia classica e loro tradizioni, 1989 («Pubblicazioni del D.AR.FI.CL.ET. Nuova serie» 123).
- Nuova bibliografia callimachea (1489-1998), Alessandria, Ed. dell'Orso, 2000 («Hellenica» 3). ISBN 88-7694-416-8
- (con Claudio Gallazzi) Achille Vogliano cinquant'anni dopo, vol. 1, Milano, Cisalpino, 2003.
- Incontri con la filologia del passato, Bari, Dedalo, 2012.
- (con Benjamin Acosta-Hughes e Susan Stephens) Brill's Companion to Callimachus, Leiden - Boston, Brill, 2011.
- Maasiana & Callimachea. Milano, LEDizioni, 2017 («Consonanze», 1).
- Ulrich von Wilamowitz-Moellendorff, Il monte delle Muse, a cura di L. L., Milano, LEDizioni, 2020 («Consonanze. Series minor», 2).

### Articoli
- (con Claudio Gallazzi) Due nuovi frammenti delle Diegeseis. Approssimazioni al III libro degli Aitia di Callimaco, in Zeitschrift für Papyrologie und Epigraphik 137, 2001, pp. 7–18.
- Bernard Pyne Grenfell (1869-1926) e Arthur Surridge Hunt (1871-1934), in: Mario Capasso (ed.): Hermae. Scholars and Scholarship in Papyrology, Pisa, Fabrizio Serra Editore, 2007, pp. 115–141.
- Contributi inediti di Paul Maas al testo dell'Epitaffio per i caduti ateniesi del 480-479 (26 I Meiggs-Lewis² = 'Sim.' FGE 764-767 = CEG I² ii = IG³ I 2, 503/504 AI), in Quaderni di storia 74, 2011, 129-36.
- Ricordo di Sir Hugh Lloyd-Jones, in Sileno 37, 2011, 231-58.
- Poeti e atleti: agonismo e poesia nella cultura greca arcaica, in: F. Beltraminelli (ed.), Lezioni bellinzonesi 5 [...],  Bellinzona, Edizioni Casagrande, 2012, pp. 9-31.
- Postille inedite di Paul Maas ai primi due libri degli Aitia di Callimaco, in Quaderni di storia 75, 2012, 299-318.
- Breve storia della Graeca wilamowitziana, in: F. Gallo (ed.), Miscellanea Graecolatina I, Milano, Biblioteca Ambrosiana - Roma, Bulzoni, 2013, pp. 21-31 («Ambrosiana Graecolatina», 1).
- Postille inedite di Paul Maas a Pindaro, Epinici e frammenti, in Sileno 39, 2013, 239-252.
- Wilamowitziana, in Quaderni di storia 79, 2014, 59-110.
- Bibliografia di scritti su Wilamowitz (1848-1931) e il suo ambiente scientifico, in Sileno 44 1/2, 2018, 89-196.
- Paralipomena Wilamowitziana. Beilangen, Anhänge, Exkurse e Nachträge nella bibliografia di Ulrich von Wilamowitz-Moellendorff, in Sileno 46 1/2, 2020, 105-132.
- Sir James G. Frazer, 'some Cambridge scholar', e Wilamowitz (ovvero, le peripezie di un ricordo), in: S. Costa - S. Martinelli Tempesta - M. Petoletti (edd.), Filologia e società. Episodi e contesti lungo la storia, Milano, Biblioteca Ambrosiana - Roma, Bulzoni, 2021, pp. 333–366 («Ambrosiana Graecolatina», 11).
- Anfitrione e i Teleboi. Un articolo inedito di Ulrich von Wilamowitz-Moellendorff, in Aevum, vol. 96, n. 1, 2022,  pp. 197-217, DOI:10.26350/000193_000126.